# Axel Duroux
Axel Duroux, né le 25 mai 1963 à Lyon, est un journaliste français. Ancien producteur de programmes télévisuels à Endemol France, il préside le directoire du groupe RTL en France de 2005 à 2009. Brièvement DG de TF1 en 2009, il rejoint le directoire du groupe Publicis en 2014. En août 2020, il devient directeur général d'EuropaCorp, le studio de cinéma fondé par Luc Besson et Pierre-Ange le Pogam,.

## Biographie

### Débuts
Axel Duroux est le fils d'un chirurgien. Il est titulaire d'une maîtrise de droit international obtenue à Lyon, d'un DEA de droit et de sciences politiques et d'un (DESS) journalisme obtenu à l'Institut français de presse (IFP)-(Université de Paris II). Son choix pour le journalisme est appuyé par Francis Balle, un ami de la famille.
Il commence sa carrière en 1986, comme photographe-reporter pour l'agence Sipa. En 1987, il est l'unique auteur d'une photo de Wahid Gordji à sa sortie de l'ambassade d'Iran. En 1989, il est pigiste puis reporter pour la chaîne de télévision La Cinq. Il couvre notamment la guerre du Golfe. En 1992, après une formation en management au siège américain de la société, il occupe pendant 1 an le poste de conseiller communication auprès du président d'IBM France, Claude Andreuzza,.

### RTL
C'est en 1994 que commence sa première période de responsabilité au sein de RTL. En juin de cette année, il est nommé directeur de la station de radio M40, qui, sous sa direction, deviendra RTL1 puis RTL2, dont, en octobre 1996, il est nommé directeur général, puis PDG. En novembre 1997, tout en gardant son poste à RTL2, il est nommé directeur général de Fun Radio.
De 2000 à 2005, Axel Duroux travaille pour Endemol France.
En 2005, RTL le reprend et il commence sa deuxième période au sein du groupe RTL. Il devient président du directoire du groupe RTL en France qui représente les stations de radio RTL, RTL2, Fun Radio et la régie publicitaire IP France. Il est membre du conseil de surveillance de M6 et administrateur de la CLT-UFA, maison mère du groupe. Sous son impulsion, RTL redevient la première radio de France en octobre 2006, position qu'elle avait perdu au profit de NRJ. Il impulse le recrutement de Laurent Gerra sur RTL et de Jamel Debbouze sur Fun Radio.
Il quitte le groupe RTL en 2009 pour prendre la direction de TF1.

### Endemol France
En janvier 2000, Axel Duroux quitte une première fois RTL pour assurer la fonction de président directeur général d'Endemol Développement et vice-président d'Endemol France, qui devient en moins de quatre ans le premier producteur français de programmes de télévision (Loft Story, Star Academy...). Fin juin 2004, il est brutalement remercié et quitte le groupe après un conflit financier avec les autres dirigeants, notamment Stéphane Courbit. Un procès s’ensuivra qu’Axel Duroux gagnera devant chaque instance (Prud’hommes, Cour d’Appel de Paris, Cour de Cassation) obtenant au passage de substantielles indemnités chiffrées à 12 millions d’euros,.

### TF1
En juin 2009, il est approché par TF1 pour devenir directeur général du Groupe TF1. Le 15 juin 2009, jour de l'annonce de sa nomination, l'action du groupe TF1 progresse de 9 % à la bourse de Paris. Cette situation conduit la chaîne rivale M6 à vouloir poursuivre la chaîne du groupe Bouygues en justice pour concurrence déloyale car il était membre du directoire du groupe M6, filiale de RTL Group.
Finalement, aucune action n’est engagée et Axel Duroux rejoint TF1 le 16 septembre. Journaliste dans l’âme et partisan d’une réforme en profondeur de la chaîne alors que TF1 connaît une baisse conséquente d’audience et souffre de la crise publicitaire, il se heurte au pouvoir de l’ancien DRH du groupe Nonce Paolini nommé PDG en remplacement du dirigeant historique de TF1 Patrick Le Lay. Il tente tente en vain de pousser Hervé Beroud, directeur de la rédaction de RTL, pour prendre les commandes du 20 heures de TF1.
Fin octobre 2009, à la suite d'un désaccord stratégique avec Nonce Paolini, il quitte le groupe TF1 en octobre 2009, et touche des indemnités de départ estimées à 1 million d'euros.
En juin 2010, il fonde la société Edelsun en association avec Achille Delahaye.

### Publicis
Le 1er octobre 2014, Axel Duroux rejoint le directoire du groupe Publicis, chargé de la stratégie, de la performance et du développement du groupe dans les marchés émergents à forte croissance.

### Europacorp
En août 2020, il est annoncé pour remplacer Luc Besson à la direction d'EuropaCorp. Le réalisateur, toujours actionnaire du studio, ne sera désormais que directeur artistique. Axel Duroux doit remettre sur pied l'entreprise, en très grande difficulté financière. Il prend ses fonctions en septembre 2020.

## Vie privée
Il se marie une première fois à l'âge de 22 ans avec une fille de la famille Mérieux et divorce quelques mois plus tard.
Axel Duroux est marié à Marina, rencontrée en 1994 à la radio M40, avec qui il a deux fils,.

## Prix et récompenses
- Chevalier de la Légion d'honneur (2008)[4]